# 賀茂角足
賀茂 角足（かも の つのたり）は、奈良時代の貴族。氏は鴨とも記される。姓は朝臣。官位は正五位上・遠江守。

## 経歴
天平15年（743年）外従五位下・右京亮に叙任される。天平18年（746年）内位の従五位下、天平20年（748年）従五位上と聖武朝末にかけて順調に昇進する。
天平勝宝元年（749年）7月の孝謙天皇即位に伴って正五位下に昇叙され、8月に紫微中台が設置されると、紫微令・藤原仲麻呂の側近としてそれまでの左兵衛率に加えて紫微大忠を兼ねる。天平勝宝9歳（757年）5月に正五位上に昇叙されるが、翌6月には遠江守として地方官に遷される。同年7月に発生した橘奈良麻呂の乱では、未然に朝廷に召喚され尋問を受けた佐伯古比奈が、以下の通り角足が軍事面での活動を行っていたことを白状させられる。
- 勇武に優れた武人であった高麗福信・奈貴王・坂上苅田麻呂・巨勢苗麻呂・牡鹿嶋足について、反乱時に敵側へ加勢することを抑止するために額田部（現在の大和郡山市額田部か）自邸に招いて酒宴を開いた。
- 他の反乱者と協力して田村宮の地図を作って指し示して、佐伯古比奈を反乱側に勧誘した。

その結果、7月4日に角足は反乱に加担した者と共に捕縛され、反乱成功後の皇嗣候補とされていた黄文王（多夫礼と改名）・道祖王（麻度比と改名）と並んで乃呂志（のろま者）と改名させられた後、杖で長時間打たれる拷問を受けて獄死した。
宝亀3年（772年）に乃呂志（無姓）から本姓の賀茂朝臣への改姓を許されている賀茂比良麻呂は子息か。

## 官歴
『続日本紀』による。
- 時期不詳：正六位上
- 天平15年（743年） 5月5日：外従五位下。6月30日：右京亮
- 天平18年（746年） 4月22日：従五位下
- 天平20年（748年） 2月19日：従五位上
- 時期不詳：左兵衛率
- 天平勝宝元年（749年） 7月2日：正五位下。8月10日：兼紫微大忠
- 天平勝宝9歳（757年） 5月20日：正五位上。6月16日：遠江守